# المعارض (نجرة)

تعديل مصدري - تعديل

المعارض هي إحدى قرى عزلة القيلة بمديرية نجرة التابعة لمحافظة حجة، بلغ تعداد سكانها 170 نسمة حسب تعداد اليمن لعام 2004.